# 王镇
王镇（1991年8月24日—），男，黑龙江省大庆市人，中国田径运动员，在2012年夏季奧林匹克運動會田徑比賽中获得男子20公里竞走铜牌。2014年9月28日，仁川亚运会上王镇以1小时19分45秒的成绩获得冠军，并打破了于国辉在98年曼谷亚运会上创造的1小时20分25秒的亚运会纪录。2016年8月12日，王镇在2016年夏季奧林匹克運動會田徑比賽中以1小时19分14秒获得男子20公里竞走金牌。

## 延伸阅读
[在维基数据编辑]
 在维基共享资源阅览影像

## 外部連結
- 王镇在的頁面